# Kaitasaari (ö i Södra Karelen, Imatra, lat 61,82, long 30,04)
Kaitasaari är en ö i Finland. Den ligger i sjön Pyhäjärvi och i kommunen Parikkala i den ekonomiska regionen  Imatra ekonomiska region  och landskapet Södra Karelen, i den sydöstra delen av landet, 300 km nordost om huvudstaden Helsingfors. Öns area är 1,6 hektar och dess största längd är 310 meter i sydväst-nordöstlig riktning.